# 伊尔门农村居民点
伊尔门农村居民点（俄语：Ильменское сельское поселение）是俄罗斯联邦伏尔加格勒州十月区所属的一个农村居民点。其下辖有3个居民点，行政中心为伊尔门-苏沃罗夫斯基。据2016年统计，该农村居民点的人口为1090人。